# ドゥシャン・ポポヴ

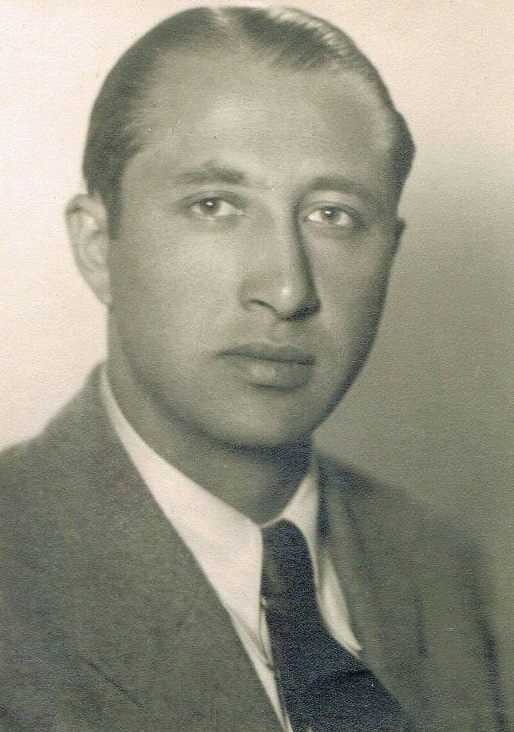
ドゥシャン・ポポヴ（1940年）

ドゥシャン・“ドゥシュコ”・ポポヴ（セルビア語: Душан "Душко" Попов / Dušan "Duško" Popov、1912年 - 1981年8月22日）は、セルビア出身のスパイである。姓は日本語で「ポポフ」とも表記される。

## 生涯
ティテル（現セルビア）の裕福な家庭に生まれ、ドゥブロヴニク（現クロアチア）で育つ。ドイツ・フライブルク大学で法律を学び弁護士資格を得る。在学中、反ナチ活動家のヨハン・イプセン（Johnny Jebsen）と知り合い、活動をともにしゲシュタポにより投獄されたが、ユーゴスラビア政府からナチス高官ヘルマン・ゲーリングへの要求で釈放される。
イエプセンの勧誘で英独の二重スパイとなり、ナチス・ドイツ情報部のアプヴェーアとイギリス防諜部MI5の間で二重スパイを務めた。表向きの職業はリスボンとロンドンを往復する貿易商であった。ドイツ側のスパイとしては「イヴァン」、イギリス側のスパイとしては「トライシクル」（三輪車）がコードネームであった。
その後、1941年にアプヴェーアによってアメリカに派遣される。ポポヴが回顧録で記しているところでは、1941年7月にドイツから命じられたアメリカでの調査リストの中に真珠湾の軍施設並びに米艦隊の状況について調査する、という項目が含まれていたことから、ドイツの同盟国である日本が真珠湾攻撃を計画しているのではないか、との情報をFBIに提供したが、当時の長官・ジョン・エドガー・フーヴァーは女性関係が派手であったポポフを信頼しなかったという（詳細は後述）。戦後、1974年になって彼の自伝『スパイ/カウンタースパイ：第二次大戦の陰で』が出版された際には、真珠湾攻撃の情報を黙殺した負い目から、FBIは米国内での出版を妨害した。
その後イギリス情報部側の意向でイギリスに戻り、ノルマンディー上陸作戦に関連した欺瞞工作・フォーティテュード作戦に従事し、大きな成果を上げる。大戦後は余生を南フランスで送り、2度の結婚歴がある。また、戦時中の対独諜報活動の功労によりイギリス王室から叙勲された。戦後においてもイギリスの機密維持法により諜報活動について公にできなかったが、1972年にイギリスの二重スパイを統括していたXX（ダブルクロス）委員会の委員長であったジョン・マスターマン卿が著書の中でポポヴの戦時中の行動を明らかにしたことから、1974年に回想録『スパイ／カウンタースパイ』を刊行した。
イアン・フレミングは二重スパイであるポポヴの監視役として仕事を共にした経験があり、ポポヴがリスボンで足繁く通っていたカジノに同行するなどしたことがあったとされる。そのため映画007シリーズのジェームズ・ボンドの派手なプレイボーイぶりなどのキャラクター設定はポポヴがモデルといわれるが、ポポヴ本人はフランスのテレビ番組に出演して質問された際「フレミングのことは覚えている。でもその件については『荒唐無稽な作品を書いた』と言われたので、ボンドには実在のモデルがいるんだ、と私の名前を出したんだろう」と答えている。

## 真珠湾攻撃予告説について
ポポヴが回想録で記しているところによると、7月にドイツ情報部から「アメリカに渡ってスパイ網を組織せよ」という指令を与えられた際に、「質問状」と呼ばれる調査項目を記した書類を見せられる。この中に真珠湾に関する項目が含まれていた。ポポヴはイエプセンが「日本が、タラント海戦の情報をドイツに依頼してきた」と話していたのを思い出し、日本がタラントにならって真珠湾を攻撃するのではないかと考えたという。質問状は書類のほかにマイクロドットと呼ばれる微細なマイクロフィルムとして手渡され、このマイクロフィルムは8月に渡米したポポヴの手でアメリカに運ばれた（書類はイギリス情報部に流されて先に翻訳されている）。ポポヴはアメリカに到着するとイギリス情報部の仲介でFBIのニューヨーク支部長と接触し、その場でマイクロドットを渡すとともに、「日本が真珠湾を奇襲する可能性がある」と告げたという。ニューヨーク支部長はポポヴの話の判断を留保し、フーヴァー長官の指示を仰がねばならないと返答したとポポヴは記している。9月にFBIはマイクロドットから質問状の内容を解読した。それからまもなく、フーヴァーはニューヨーク支部を訪れてポポヴに面会し、ポポヴの派手な私生活を非難した。ポポヴはこのとき、「私はいつ、どこで、どのように、誰があなたの国を攻撃するかについて、正確で重大な警告を持ってきました」と話したが、フーヴァーは言葉に耳を貸さずに罵ったと記している。
この内容について、公開されたFBIなどの文献から検証した今野勉は、以下の点を確認した。
- ドイツからポポヴが手渡された質問状には確かに真珠湾の米海軍基地に関する内容が含まれているが、質問状全体としてはアメリカのイギリスへの援助能力が主眼である。
- フーヴァーはホワイトハウス宛の報告書の中で、情報伝達手段としてのマイクロドットには言及しているが、質問状の内容にはほとんど触れていない。フーヴァーは、1939年に日本の諜報活動の監視と「敵性」日系人をチェックする目的でハワイにFBI支部を開設しており、「真珠湾を日本が攻撃する」という情報について無関心であったことは考えにくい。
- FBI側は質問状にあった調査項目について、陸海軍の情報部と協力して偽情報を作成した上でポポヴに手渡し、フーヴァーの言葉とは裏腹に二重スパイとしてポポヴを最大限利用しようとしていた。フーヴァーがニューヨーク支部に送った手紙によると、海軍が作成した「新型魚雷防御網に関する資料」についての偽情報をポポヴに渡したのは11月初旬以降であるが、ポポヴが真珠湾に関する情報の入手を急ぐよう迫られていた形跡はない[6]。
- ポポヴは、日本が同盟国であるドイツ経由で真珠湾の情報を得ようとしていたと考えたというが、日本海軍は独自にハワイの情報を入手する活動をおこなっており、また、タラント空襲についてもローマの日本大使館駐在武官から直接情報を入手している。

これらを総合して、ポポヴが真珠湾攻撃をアメリカ側に予告したというのは「回顧録の中であたかもそうしたかのようなでっちあげをやった可能性がきわめて大きい」と今野は結論づけた。
また、ドイツ情報部が依頼した真珠湾の調査について今野は、アメリカと開戦した場合のUボートによるアメリカ船舶への攻撃のためのものではないかと記している。

## 著書
- ドゥシュコ・ポポフ "Spy/Counterspy"、1974（邦訳『スパイ／カウンタースパイ』早川書房、1976年、関口英夫訳、後に『ナチスの懐深く　二重スパイの回想』ハヤカワ文庫）